# Vardarac
Vardarac (ugriska: Várdaróc) är en ort i Kroatien.   Den ligger i länet Baranja, i den östra delen av landet, 220 km öster om huvudstaden Zagreb. Vardarac ligger 85 meter över havet och antalet invånare är 630.
Terrängen runt Vardarac är mycket platt. Runt Vardarac är det glesbefolkat, med 16 invånare per kvadratkilometer. Närmaste större samhälle är Osijek, 10,4 km sydväst om Vardarac. I omgivningarna runt Vardarac växer i huvudsak blandskog.